# Milenko Stojković
Milenko Stojković (cyrillique serbe : Миленко Стојковић ; né en 1769 à Kličevac, mort en 1831 à Požarevac) était un révolutionnaire (en) serbe et un binbashi (en) lors du premier soulèvement serbe au début du XIXe siècle. Il est surtout connu pour avoir exécuté quatre tyrans dahijas (en) (renégats janissaires) au début du premier soulèvement serbe, en vengeance du massacre des princes (en).
Après avoir appréhendé et, en s'enfuyant, Milenko a exécuté les tyrans turcs Aganlija, Kucuk Alija, Mula Jusuf et Mehmed Focic, responsables du meurtre de princes serbes qui a déclenché le premier soulèvement serbe, sur l'île d'Ada Kaleh, sur le Danube.